# Eragrostis hypnoides
Eragrostis hypnoides är en gräsart som först beskrevs av Jean-Baptiste de Lamarck, och fick sitt nu gällande namn av Britton, Stern och Justus Ferdinand Poggenburg. Eragrostis hypnoides ingår i släktet kärleksgrässläktet, och familjen gräs. Inga underarter finns listade i Catalogue of Life.

## Bildgalleri

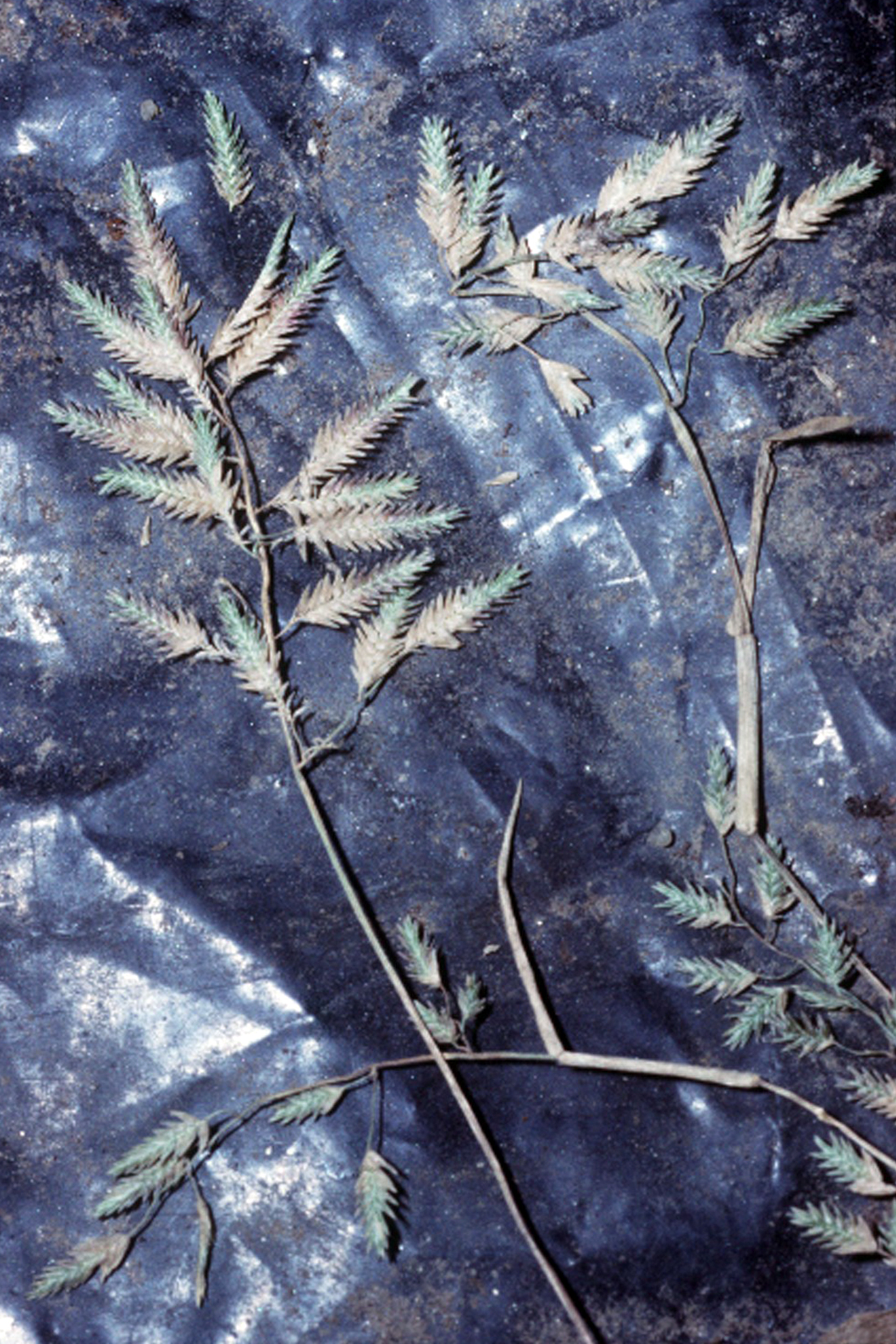